# Ngongo (Niari)
Pour les articles homonymes, voir Ngongo.
Ngongo est une localité de la République du Congo situé dans le département du Niari, à proximité de la frontière avec le Gabon.
C'est l'une des extrémités de la route nationale 3 entre Dolisie et la frontière gabonaise.